# フェルディナント・ライムント
フェルディナント・ライムント（ドイツ語: Ferdinand Raimund、1790年6月1日 - 1836年9月5日）は、オーストリア帝国において活躍した俳優、劇作家。ビーダーマイヤー時代におけるウィーン民衆劇の代表的作家であり、ウィーン民衆劇史の中で彼の活躍した時期は「ライムント時代（Raimundzeit）」と呼ばれることもある。

## 生涯

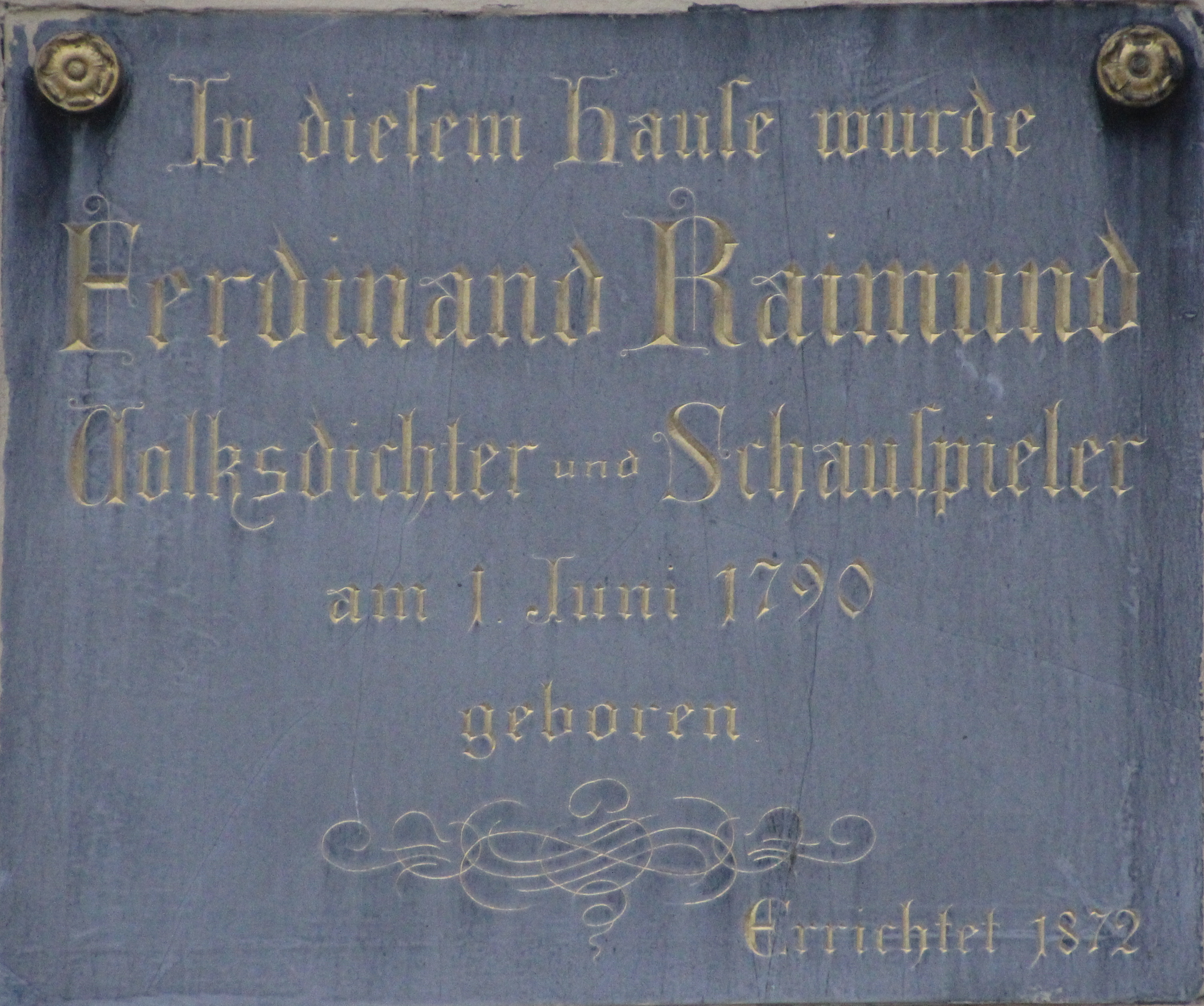
現在のマリーアヒルファー通りにある銘板

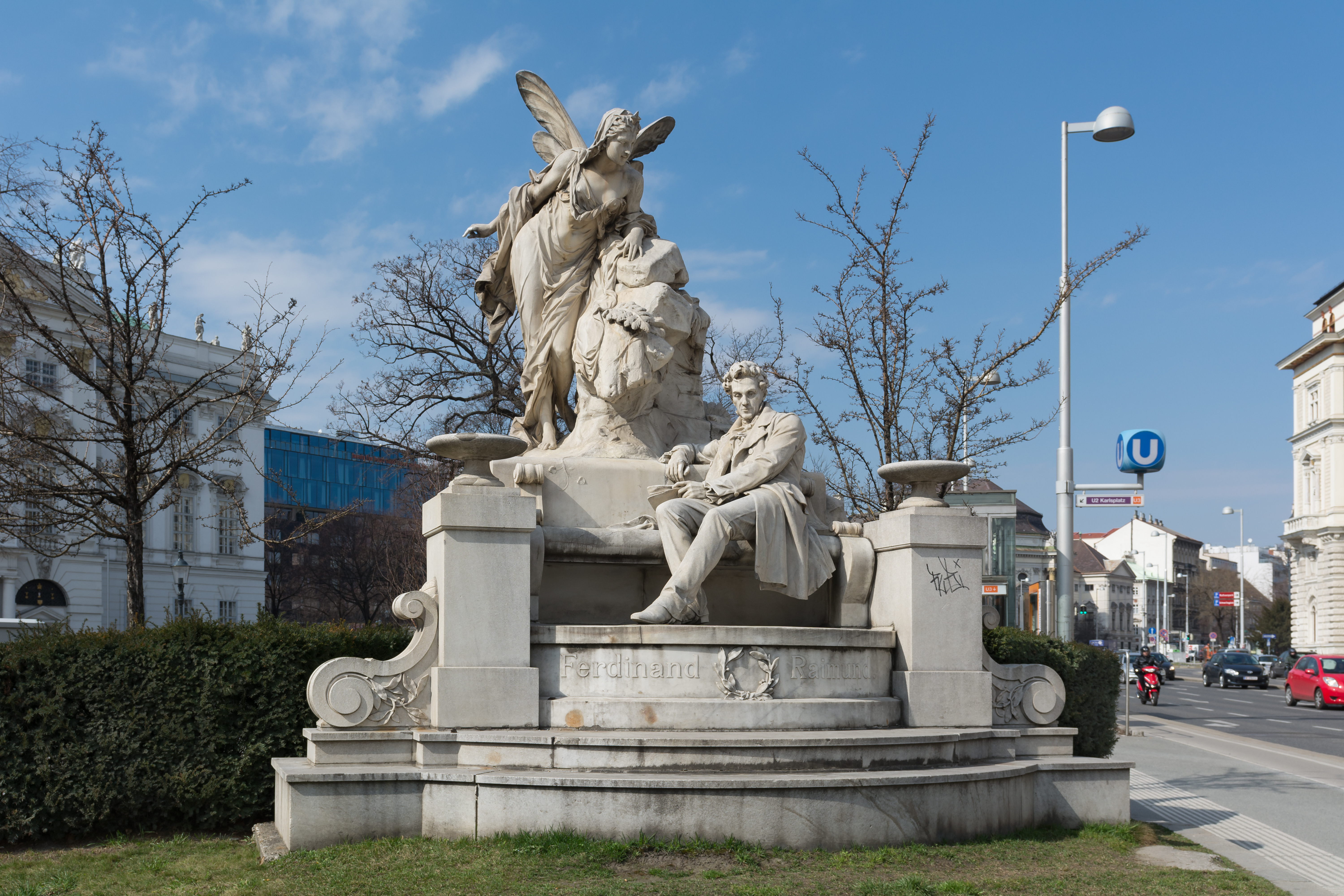
1898年に建立された、有名なライムント像

1790年6月1日、ウィーンに当時存在していた市壁の外側、マリーアヒルフ地区（現在のウィーン6区）の共同アパート「ヒルシェンハウス（牡鹿館）」に生まれた。
1802年3月26日に母カタリーナが死去し、2年後の1804年11月29日には父ヤーコプも死去した。このためライムントは学校を中退して菓子屋ユングに見習いとして勤めるようになった。この店は、ブルク劇場とヨーゼフシュタット劇場でのクッキー類や飲み物の販売権を有しており、ライムントは昼には菓子を作り、夜には劇場内を売り歩くという生活を送った。このため、貧しい身でありながらも当時すでにトップレベルにあったブルク劇場での演劇を無料で鑑賞することができた。
商売よりも観劇に熱中していたライムントは、勤務先が劇場での営業権を放棄した際、仕事をやめて劇場入りを志願した。とはいえ売り子の経験しかないライムントを採用してくれる場所はウィーンに当時5つあった常設劇場にはなく、ライムントはウィーンの東にある小さな地方都市の劇団で下積み生活に入った。6年間ハンガリーを転々として、1814年にかつて売り子として足を運んだヨーゼフシュタット劇場に新団員として採用された。
1836年8月下旬、愛犬に左手を噛まれ、これがきっかけでライムントは自身が狂犬病に罹患したという妄想にさいなまれた。8月29日、一人になった隙に拳銃を口に含んで自殺を図り、一週間苦しんだ後、1836年9月5日に永眠した。
1898年、ウィーンにライムント記念像が建立された。余談ながら、ワルツ王ヨハン・シュトラウス2世がその生涯の最後に作曲したのは『ライムント時代の調べ』という幻想曲だった。彼の名を冠したライムント劇場も存在する。

## 代表作
- 『妖精界の娘あるいは百万長者になった百姓（ドイツ語版）』（Das Mädchen aus der Feenwelt oder Der Bauer als Millionär）
- 『アルプス王と人間嫌い（ドイツ語版）』（Der Alpenkönig und der Menschenfeind）
- 『浪費家（ドイツ語版）』（Der Verschwender）